# Smogorzów (Namysłów)
Smogorzów (deutsch Schmograu) ist eine Ortschaft in Niederschlesien. Der Ort liegt in der Gmina Namysłów im Powiat Namysłowski in der Woiwodschaft Oppeln in Polen.

## Geographie

### Geographische Lage
Das Waldhufendorf Smogorzów liegt sieben Kilometer nordöstlich der Gemeinde- und Kreisstadt Namysłów (Namslau) sowie 60 Kilometer nördlich der Woiwodschaftshauptstadt Opole (Oppeln). Der Ort liegt in der Nizina Śląska (Schlesische Tiefebene) innerhalb der Równina Oleśnicka (Oelser Ebene). Der Ort liegt an der stillgelegten Bahnstrecke Syców–Bukowa Śląska.

### Ortsteile
Ortsteil von Smogorzów ist Zbytki (Weisenhof).

### Nachbarorte
Nachbarorte von Smogorzów sind im Westen Pawłowice Namysłowskie (Paulsdorf), im Osten Głuszyna (Glausche) und im Süden Kowalowice (Kaulwitz).

## Geschichte

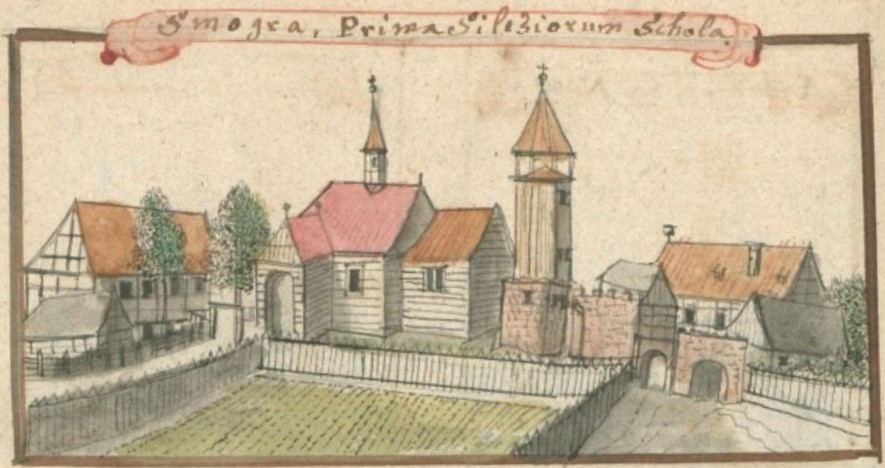
Kirche in Schmograu vor 1779 – Zeichnung aus dem 18. Jahrhundert

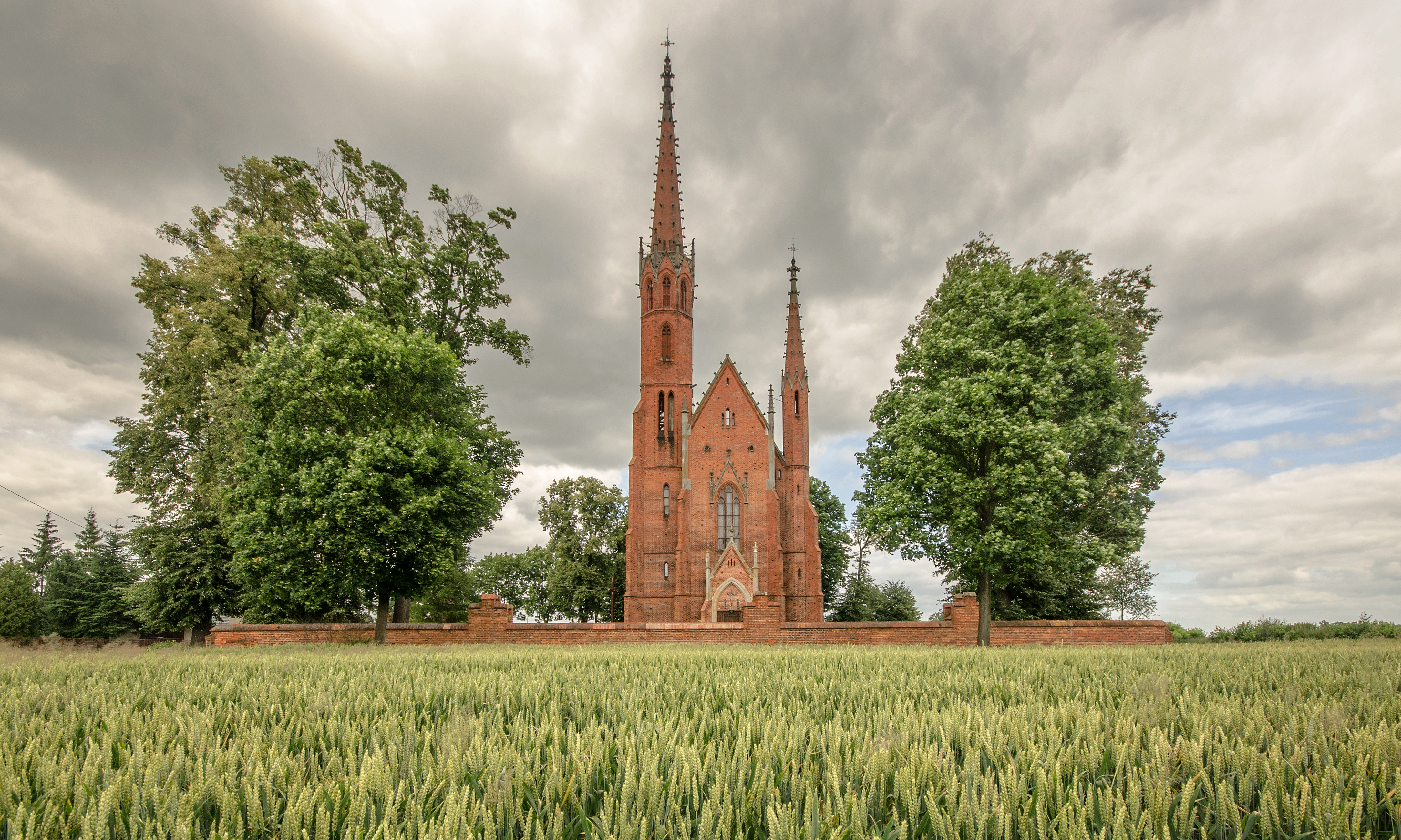
St. Johannes der Täufer (2013)

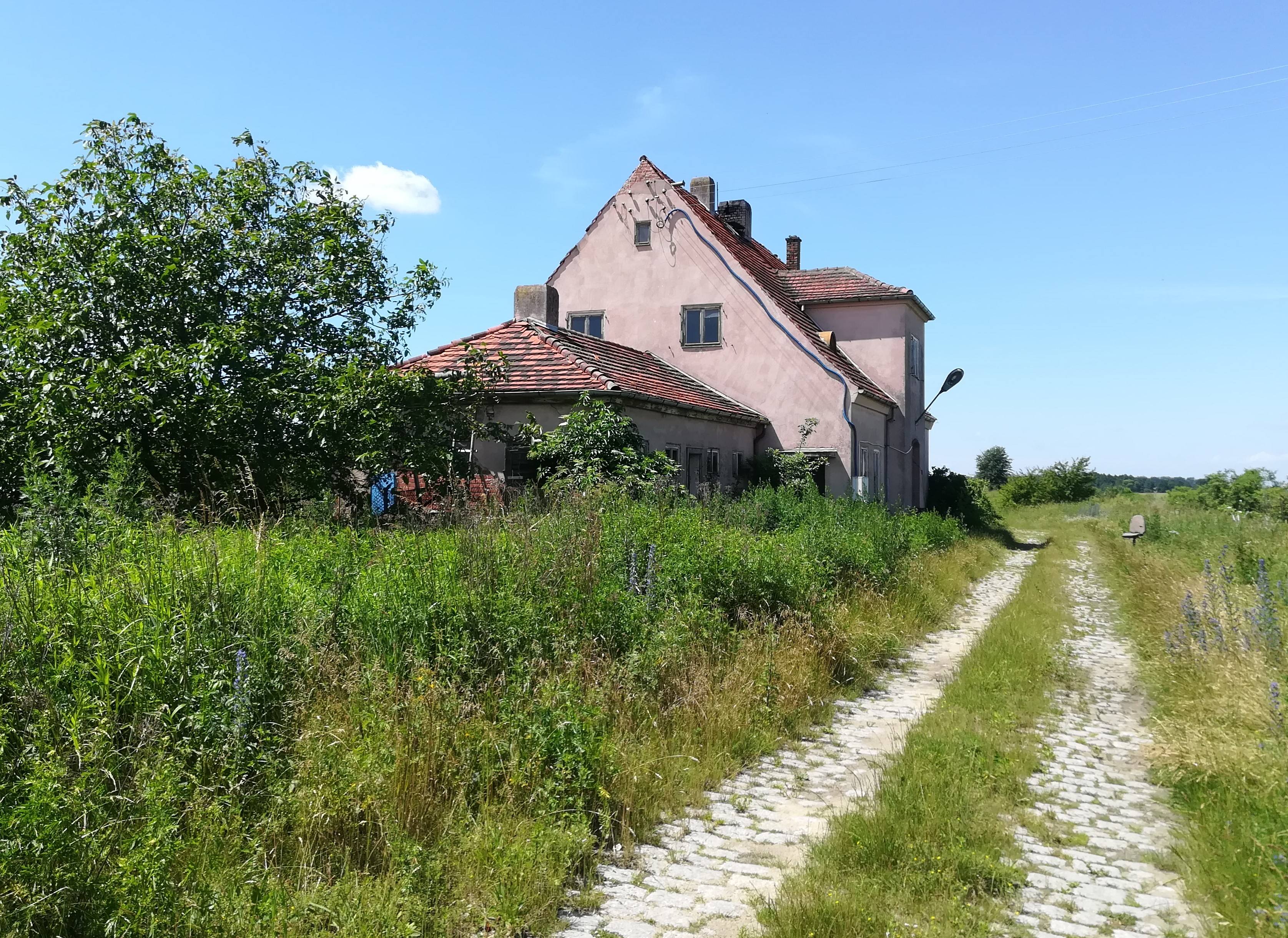
Ehemaliger Bahnhof

Die erste urkundliche Erwähnung des unweit der Grenze des Herzogtums Oppeln mit Großpolen befindlichen Dorfes Smogorwicz stammt aus dem Jahre 1288. Alten Chroniken zufolge ist der Ort wesentlich älter.
Schon weitaus früher soll Smogerow Sitz des schlesischen Bistums gewesen sein. In seiner Chronica principum Poloniae (1382–1385) schrieb der Kanoniker Peter von Pitschen aus Brieg, Schmograu sei seit 965 der Sitz der schlesischen Bischöfe gewesen und dieser sei im Jahre 1041 in die Burg Ritschen und erst 1051 nach Breslau verlegt worden. Der Chronist benennt darin fünf Bischöfe, deren Sitz in Schmograu gewesen sein soll.
Als gesicherter Zeitpunkt der Gründung des Bistums Breslau als Suffragan des Erzbistums Gnesen gilt jedoch der 15. März 1000. Infolge der Heidenaufstände von 1037–1038 war das abgelegene Dorf Schmograu wahrscheinlich Fluchtquartier des Bischofs, der bereits 1041 die sicherere Burg Ritschen zu seinem Sitz machte. Durch Aufstand und Krieg waren in Schlesien sämtliche kirchliche Strukturen ausgelöscht, dies führte vermutlich auch zu der Legendenbildung vom ersten Bischofssitz in Schmograu, die Jan Długosz in der Mitte des 15. Jahrhunderts in seinen Annales seu Cronicae incliti Regni Poloniae noch weiterführte. Bis zur Aufhebung der landesherrlichen Rechte und des Grundbesitzes des Bistums im Jahre 1810 war Schmograu fürstbischöflicher Besitz.
Nach dem Ersten Schlesischen Krieg 1742 fiel Schmograu mit dem größten Teil Schlesiens an Preußen. 1795 bestand Schmograu und das Vorwerk Sbitke (auch Uebrig genannt) in Besitz des Fürstbischofs zu Breslau aus einer herrschaftlichen Wohnung, eine Officiantenwohnung, drei Wirtschaftswohnungen, eine Brauerwohnung, eine Försterwohnung, ein Predigerhaus, zwei Schulmeisterwohnungen, zwanzig dienstbare Bauern, zwölf Freigärtnern, 18 Dreschgärtnern, drei bewohnten Auszüglerhäusern, eine Wassermühlenwohnung, drei Schäferhäusern, eine Schmiedewohnung, 53 Wirte, einen evangelischen und einen katholischen Schulbedienten, einen Oberamtmann, einen Amtmann, einen Förster, einen Brauer, einen Fischer, vier Leinweber, einen Hufschmied, einen Kretscham, zwei Garnsammler, ein Vorwerk und 72 Feuerstellen, ferner eine Wassermühle, eine katholische Hauptkirche, ein kleiner Wald und 507 Menschen.
Nach der Neuorganisation der Provinz Schlesien gehörte die Landgemeinde Schmograu ab 1816 zum Landkreis Namslau im Regierungsbezirk Breslau. 1845 zählte der Ort 74 Häuser, 1 herrschaftliches Vorwerk mit Wohnhaus, 629 Einwohner (davon 207 katholisch und der Rest evangelisch), eine katholische Pfarrkirche, ein Pfarrgebäude, ein Widum mit 121 Morgen Acker und 5½ Morgen Wiese, eine katholische Schule (Kirche und Schule unter königlichen und fürstbischöflichen Patronat), eine evangelische Schule, eine Wassermühle, sechs Leinwebstühle, sechs Handwerker, ein Höcker und eine königliche Unterförsterei. Zur katholischen Parochie waren eingepfarrt: Schomgrau, Breczinka, Paulsdorf und Droschkau. Die Kirche war steinern, das Pfarrgebäude alt und schlecht. Zu Schmograu gehörte noch das Vorwerk Sbitke, ein nordöstlich gelegener Domänenanteil. 1874 wurde der Amtsbezirk Schmograu gegründet, welcher die Landgemeinden Schmograu und die Gutsbezirke Paulsdorf, Paulsdorf, Forst und Schmograu umfasste. Erster Amtsvorsteher war der Kgl. Hauptmann und Domänenpächter Klör in Schmograu.
1933 zählte Schmograu 632 sowie 1939 678 Einwohner. Bis 1945 gehörte der Ort zum Landkreis Namslau.
1945 kam der bisher deutsche Ort unter polnische Verwaltung, wurde in Smogorzów  umbenannt und der Woiwodschaft Schlesien angeschlossen. 1950 wurde Smogorzów  der Woiwodschaft Oppeln zugeteilt. 1999 wurde es Teil des wiedergegründeten Powiat Namysłowski.

## Sehenswürdigkeiten
- Die römisch-katholische Kirche St. Johannes der Täufer (poln. Kościół św. Jana Chrzciciela) geht bereits auf das 10. Jahrhundert zurück. Der Vorgängerbau soll auf das Jahr 965 zurückgehen und zu den ältesten Schlesiens gehören. Das Gotteshaus ist seit 1400 belegt, 1795 bestand die Kirche noch aus Lerchenholz. Nachdem die Schrotholzkirche am 10. Juli 1854 niederbrannte, erfolgte zwischen 1861 und 1863 ein Neubau im neogeotischen Stil nach einem Entwurf des Architekten Alexis Langer.
- Empfangsgebäude des ehemaligen Bahnhofs